# Stalitochara
Stalitochara is een geslacht van spinnen behorend tot de familie celspinnen (Dysderidae). Er is slechts één onderliggende soort, voor het eerst wetenschappelijk beschreven door Eugène Simon.

## Soort
- Stalitochara kabiliana Simon, 1913